# Ван Тун (философ)
Ван Тун (кит. 王通, пиньинь Wáng Tóng, 584—617) — китайский философ и политический мыслитель, один из крупнейших представителей конфуцианства в период от Ян Сюна (I в. до н. э. — I в. н. э.) до Хань Юя (VIII—IX вв.). Во времена идейного доминирования буддизма Ван Тун сыграл большую роль в сохранении конфуцианских традиций. Он развивал теорию о единстве «трех учений» (кит. 三教 сань цзяо) — конфуцианства, буддизма и даосизма. Ван Туна называют ранним провозвестником идеологии неоконфуцианства.

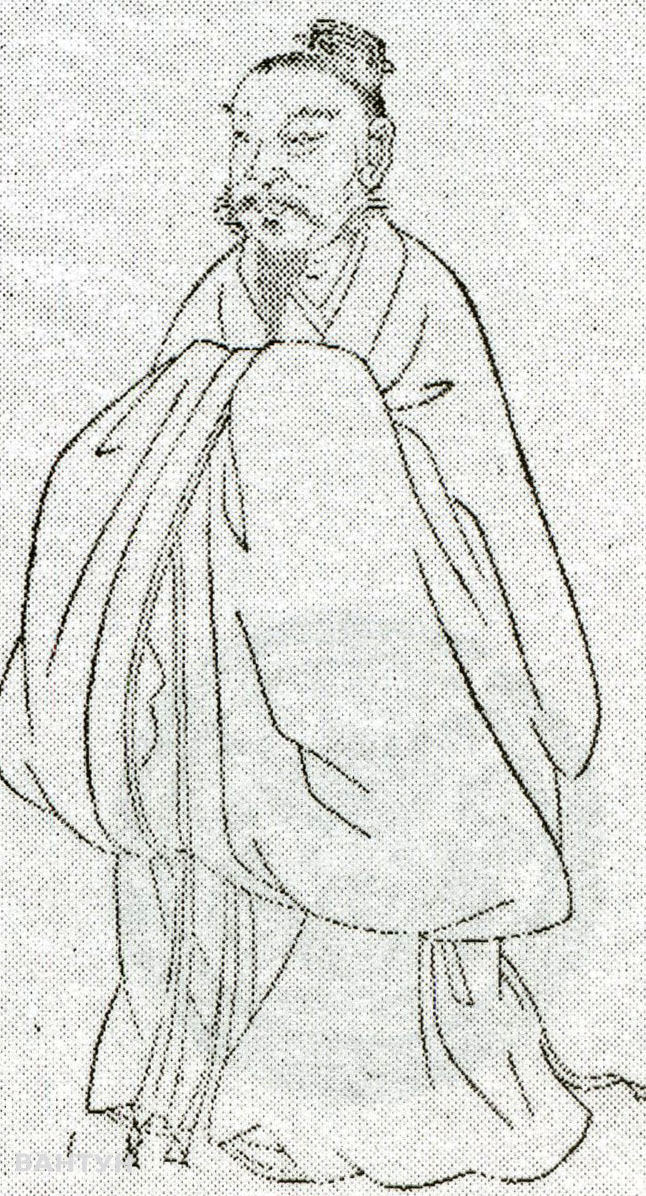
Ван Тун

## Биография
Ван Тун родился в 584 году в Лунмэне, области Цзянчжоу (совр. уезд Хэцзинь провинции Шаньси).
Всю свою жизнь прожил во время правления Суй. С 15 лет и до конца жизни преподавал; у него были сотни учеников. Среди них были крупные государственные деятели периода правления династии Тан (618—907), включая Вэй Чжэна (魏征; 580—643).
С 601 года находился на государственной службе. После того как император Вэнь-ди отверг представленный Ван Туном социально-политический проект достижения «Великого равновесия», Ван Тун вел частную жизнь и занимался преподаванием.
Скончался в 617 году. Посмертное имя — Вэнь Чжун-цзы (文中子).

## Основное сочинение
Главный трактат Ван Туна — «Вэнь Чжун-цзы» 文中子 («Учитель Культурной срединности») или «Чжун-шо» 中說 («Срединные изъяснения») написан в подражание конфуцианскому трактату «Лунь юй» 論語 («Беседы и суждения») в диалогическом жанре, состоит из 10 частей. Известно, что сочинение составлено сыновьями Ван Туна — Ван Фу-цзяо и Ван Фу-ши после смерти философа, дабы увековечить его память и внести вклад в развитие конфуцианства.

## Философские взгляды
Ван Тун жил в период идеологического конфликта между тремя главными философскими течениями — конфуцианством, буддизмом, даосизмом. Ортодоксальный статус традиционного конфуцианского образования оказался под серьёзной угрозой, а само конфуцианство выглядело устаревшим и жестоким. Чтобы оживить и развить конфуцианство, Ван Тун считал, что не стоит отказываться от буддизма и даосизма, а следует искать разумный способ интеграции этих трех учений. Он предложил объединить конфуцианство, буддизм и даосизм, изменив их недостатки, чтобы они могли приспосабливаться друг к другу и учиться друг у друга. Философ развивал теорию единства «трех учений» (三教 сань цзяо). Таким образом, Ван Тун искал точки соприкосновения, которые можно было бы использовать среди трех учений, чтобы предоставить правителям того времени верный способ управления миром.
Стремясь возродить конфуцианство, Ван Тун придавал большое значение морально-этическим аспектам, уделяя особое внимание вопросам нравственного воспитания и выдвигал соответствующие принципы и методы. Он первым сформулировал соотношение понятий «человеческое сознание» (人心 жэнь синь) и «сознание Дао» (道心 дао синь). По его мнению, «сознание Дао» является источником добродетелей человеческой природы. К таким добродетелям можно отнести человеколюбие, справедливость, ритуал, мудрость, доверие — «пять постоянств» (五常 у чан).
Помимо вопроса об общем нравственном воспитании, Ван Тун обращал внимание на взаимоотношение между справедливостью (義 и) и выгодой (利 ли), которое обсуждалось со времен Мэн-цзы. По мнению Ван Туна, человеколюбие, справедливость и нравственность вообще противоположны эгоистичным желаниям получить выгоду. Эту идею философ исследует с разных точек зрения, подчеркивая свое предположение о соблюдении морали и праведности, отказе от эгоистических интересов.
Ван Тун осуждал войны и беспорядки, считал, что их причины кроются в погоне за выгодой и отказе от справедливости. Он признавал такие конфуцианские ценности, как «жертвовать жизнью во имя справедливости» (捨生取義 шэ шэн цюй и) и «пожертвовать собой во имя человеколюбия» (殺身成仁 ша шэнь чэн жэнь). Ему также были близки буддийские монашеские аскетические практики; даосское «покой и недеяние» и другие. Многие из этих концепций и формулировок носят созидательный характер. Они не только оказали влияние на философию того время, но и широко использовались более поздними учеными.
Ван Тун также говорил, что Конфуций объединил свою добродетель с Великим Пределом (太極 тай цзи). Ханьские даосы и Чжэн Сюань считали Великий Предел изначальной субстанцией, из которой произошёл мир.
Ван Тун пользовался популярностью среди представителей политико-утилитаристского направления в неоконфуцианстве, он был первым, кто ввел в употребление термина «каноническое управление и упорядочение» (經濟 цзин цзи), по традиции обозначающий общую систему организации общества и государства («мира и народа»), а в современной лексике — экономику.